# Ocotea otuzcensis
Ocotea otuzcensis es una especie de planta con flor en la familia de las Lauraceae. 
Es endémica de Perú. Es un árbol, solo conocido del norte de la vertiente oeste de la cuenca del Chancay; no ha vuelto a ser recolectado desde inicios del siglo XX; y los bosques donde se halla están fragmentados y deteriorados por la tala y extracción de madera. 

## Fuente
- World Conservation Monitoring Centre 1998. Ocotea otuzcensis. 2006 IUCN Lista Roja de Especies Amenazadas; bajado 22 de agosto de 2007

- Datos: Q1334081